# Phil McGraw
Phillip Calvin “Phil” McGraw, född 1 september 1950 i Vinita, Oklahoma, är en amerikansk tv-personlighet med doktorsexamen i psykologi. Han hade en talkshow 2002–2023 som kallades Dr. Phil, vilket också är hans "artistnamn". 
McGraw blev rikskändis i USA när han medverkade som Oprah Winfreys konsult under en rättegång. Oprahs bolag Harpo hade blivit stämt av nötköttsproducenter, efter ett program om farlig mat som bland annat behandlade BSE (galna ko-sjukan). 
Senare blev han en i Oprahs Förändra ditt liv-grupp, tillsammans med bland andra Suze Orman, Iyanla Vanzant och Maya Angelou. Hans tuffa framtoning och rättframma attityd blev snabbt populär. "Säg det som det är" var hans paroll.
Efter Oprahs påtryckningar skrev Dr Phil, som han allmänt kallades, boken Livsstrategier som blev en storsäljare. Den följdes av Relationsakuten och ett par till. Till slut blev McGraw så populär att han fick en egen talkshow utan Oprah. Showen sänds i Sverige vardagar kl 19.00 på kanal 7. McGraws metoder i sin talkshow har beskrivits som oetiska och avvikande från konventionell psykologi.
McGraw gifte sig med sin första maka Debbie Higgins McCall år 1970, när han var 20 år gammal. Under processen med att ogiltigförklara äktenskapet år 1973 började McGraw träffa Robin Jo Jameson, han gifte sig med henne år 1976. Paret har två barn, Jay och Jordan McGraw.

## Övrigt
- Hans maka Robin är med i publiken i varje avsnitt av hans show.
- Han har spelat sig själv i både ett avsnitt av Frasier och i ett avsnitt av The Simpsons.
- Har gjort ett inhopp som sig själv i Scary Movie 4 (2006).